# Лоп (Холштајн)
Лоп (њем. Loop) општина је у њемачкој савезној држави Шлезвиг-Холштајн. Једно је од 165 општинских средишта округа Рендсбург. Према процјени из 2010. у општини је живјело 172 становника. Посједује регионалну шифру (AGS) 1058098.

## Географски и демографски подаци
Лоп се налази у савезној држави Шлезвиг-Холштајн у округу Рендсбург. Општина се налази на надморској висини од 33 метра. Површина општине износи 8,3 km². У самом мјесту је, према процјени из 2010. године, живјело 172 становника. Просјечна густина становништва износи 21 становника/km².